# میمون‌های شب
میمون‌های شب یا "جغد میمون ها" (نام علمی: Aotus) نام یک سرده از فروراسته پخ‌بینیان است. این میمون‌ها شب‌زی بوده و شامل ۱۱ گونه هستند که در پاناما و بخش‌های دیگری از آمریکای جنوبی یافت می‌شوند.